# Aztlan (albedo)
Aztlan  è una caratteristica di albedo della superficie di Titano.